# Le olimpiadi dei mariti
Pour plus de détails, voir Fiche technique et Distribution.
Le olimpiadi dei mariti est un film italien de Giorgio Bianchi sorti en 1960.

## Distribution
- Ugo Tognazzi : Ugo
- Delia Scala : Delia
- Raimondo Vianello : Raimondo
- Sandra Mondaini : Sandra
- Gino Cervi : directeur du journal
- Hélèn Chanel: Helke
- Anna Rasmussen: Greta
- Andrea Rapisarda
- Francis Blanche
- Ernesto Calindri
- Anna Rapisarda
- Lola Braccini